# Голямо тинаму
Голямото тинаму (Tinamus major) е вид птица от семейство Тинамуви (Tinamidae). Видът е почти застрашен от изчезване.

## Разпространение и местообитание
Разпространен е в Белиз, Боливия, Бразилия, Колумбия, Коста Рика, Еквадор, Френска Гвиана, Гватемала, Гвиана, Хондурас, Мексико, Никарагуа, Панама, Перу, Суринам и Венецуела.